# Myriapora coarctata
Myriapora coarctata är en mossdjursart som först beskrevs av Michael Sars 1863.  Myriapora coarctata ingår i släktet Myriapora och familjen Myriaporidae. Inga underarter finns listade i Catalogue of Life.